# Psychologie transpersonnelle
 (septembre 2024).
Si vous disposez d'ouvrages ou d'articles de référence ou si vous connaissez des sites web de qualité traitant du thème abordé ici, merci de compléter l'article en donnant les références utiles à sa vérifiabilité et en les liant à la section « Notes et références ».
La psychologie transpersonnelle est une école de psychologie née au tout début des années 1970 de la rencontre entre plusieurs thérapeutes, dont Abraham Maslow (cofondateur de la psychologie humaniste) et Stanislav Grof (fondateur de la respiration holotropique).
Présentée par ses partisans comme la quatrième vague en psychologie (après la psychanalyse, le cognitivo-comportementalisme, le courant existentiel-humaniste), elle se situe dans la lignée de psychanalystes comme Carl Gustav Jung et Roberto Assagioli notamment, bien que fondée postérieurement.
Elle intègre aux découvertes des trois écoles psychologiques classiques (TCC, psychanalyse, thérapies humanistes-existentielles), les données philosophiques et pratiques de traditions spirituelles (religions et chamanisme) ainsi qu’une étude approfondie des états modifiés de conscience.
En France, la psychologie transpersonnelle a du mal à s'imposer comme un courant fort de la psychologie et est absente des enseignements universitaires du fait de sa posture qui intègre clairement la dimension spirituelle de l'humain. Grof définit la psychologie transpersonnelle comme « une discipline visant à faire une synthèse de la spiritualité authentique et de la science ». L'approche transpersonnelle dénonce l'impasse de l'actuel paradigme scientifique (matérialiste) et prône l'émergence d'un nouveau paradigme.
Pour les critiques, sans efficacité démontrée ni encadrement institutionnel, et très imprégnée d'un spiritualisme confus issu du mouvement New Age, cette discipline demeure considérée par les scientifiques comme une pseudo-science, et le pouvoir public met en garde contre son potentiel de dérive sectaire.

## Histoire
L'école transpersonnelle se présente comme la quatrième grande école (parfois appelée « quatrième force ») en psychologie, après les théories comportementales et positivistes (première force), la psychanalyse (deuxième force), la psychologie humaniste (troisième force). Elle intègre les apports théorico-conceptuels des autres courants de la psychologie en y ajoutant sa spécificité psycho-spirituelle, et en prenant en compte des traditions spirituelles comme le bouddhisme, le taoïsme, etc. Maslow déclare :
« Je considère la troisième école de psychologie [la psychologie humaniste] comme transitoire, comme une préparation pour une quatrième psychologique encore plus haute, transpersonnelle, trans-humaine, centrée sur le cosmos plutôt que sur les besoins et les intérêts humains, allant au-delà du fait humain, de l'identité, de la réalisation de soi et tout autre chose de cette nature. ».
En 1969, le Journal of Transpersonal Psychology est fondé. Anthony Sutich, son éditeur, fixe le programme :

« The Journal of Transpersonal Psychology s'attache à la publication de recherches théoriques et appliquées, de contributions originales, d'études empiriques, d'articles et d'études ayant pour objets : les méta-besoins des individus et des espèces, les valeurs ultimes, la conscience unifiée, les expériences paroxystiques, les valeurs existentielles, l'extase, les expériences mystiques, la crainte révérencielle, l'être, la réalisation de soi, l'essence, le ravissement, le miracle, le sens ultime, la transcendance du moi, l'esprit, l'unité, les synergies individuelles dans une espèce, les rencontres interpersonnelles limites, la sacralisation de la vie quotidienne, les phénomènes transcendantaux, l'autodérision, le jeu cosmique, la conscience sensorielle maximale, la réactivité et l'expression. »

En 1971, Stanislav Grof fonde l' International Transpersonal Association. Psychiatre tchécoslovaque établi aux États-Unis en 1967, il a consacré sa vie aux « états non ordinaires de conscience ». Ses premières recherches ont porté sur l'usage clinique des substances psychédéliques; il était responsable d'un programme d'exploration systématique du potentiel heuristique et thérapeutique du LSD et autres substances psychédéliques. Il a animé de nombreux séminaires de formation à la respiration holotropique. Sa vie est liée au New Age : il a vécu de 1973 à 1987, en tant que professeur-résident, à l'Institut Esalen de Big Sur, en Californie.
La journaliste Marilyn Ferguson, qui écrira le best-seller du New Age, Les enfants du Verseau (The Aquarian Conspiracy, 1980), traite des thèmes de la psychologie transpersonnelle dans La révolution du cerveau (1973) : le biofeedback, "les états altérés de la conscience", "le super-cerveau", "la conscience et l'hyper-conscience." Elle appartient par ailleurs à la psychologie humaniste et à la psychologie transpersonnelle.
En 1975, Robert Frager et Jim Fadiman, deux psychologues, fondent l'Institute of Transpersonal Psychology [ITP] à Palo Alto, en Californie, qui offre des formations diplômantes. Charles T. Tart, spécialiste des états modifiés de conscience et parapsychologue, y enseigne jusqu'en 2012.
En 1977, Ken Wilber publie son premier livre Le spectre de la conscience (The spectrum of consciousness) dans lequel il tente d’unifier les connaissances de domaines spirituels très divers, orientaux, occidentaux, scientifiques, philosophiques. Il distingue cinq formes de l'identité : « persona » (masque, image donnée), « ego » (persona + ombre, les qualités intérieures cachées), « centaure » (persona + ombre + corps), "esprit" (persona + ombre + corps + cosmos). Mais dès 1983, Wilber abandonne la psychologie transpersonnelle pour la "psychologie intégrale" (la "cinquième force" après les psychologies behavioriste, psychanalytique, humaniste, transpersonnelle). Il publie en 1995 Kosmos-trilogy, vol. 1 : Sex, Ecology, Spirituality, résumé dans A Brief History of Everything (1996), traduit en français (Une brève histoire de tout, 1997).
En France, le mouvement transpersonnel est porté par l'AFT (Association Française Transpersonnelle), et au niveau européen l'association EUROTAS (European Transpersonal Association).

## Recherches
La perspective transpersonnelle couvre de nombreux intérêts de recherche. La liste suivante est adaptée du Textbook of Transpersonal Psychiatry and Psychology  et comprend : les contributions des traditions spirituelles telles que le taoïsme , l'hindouisme (yoga), le bouddhisme , la kabbale , le mysticisme chrétien , le chamanisme et la guérison amérindienne à la psychiatrie et à la psychologie ; recherche sur la méditation et aspects cliniques de la méditation ; psychédéliques ; parapsychologie ; anthropologie; diagnostic de problème religieux et spirituel; spiritualité offensive et défenses spirituelles ; phénoménologie et traitement de la Kundalini ; psychothérapie ; expérience de mort imminente ; cultes religieux; psychopharmacologie ; l'imagerie guidée; respiration ; thérapie des vies antérieures ; survie écologique et changement social ; vieillissement et développement spirituel des adultes .
La recherche de la psychologie transpersonnelle est basée à la fois sur des méthodes quantitatives et qualitatives,  mais certains commentateurs ont suggéré que la principale contribution de la psychologie transpersonnelle a été de fournir des alternatives aux méthodes quantitatives de la psychologie traditionnelle.   Bien que le domaine n'ait pas été un contributeur significatif de connaissances empiriques sur les questions cliniques,  il a contribué à d'importantes recherches quantitatives dans des domaines tels que l'étude de la méditation.

## Théories sur le développement
(septembre 2024).
- Si vous ne connaissez pas le sujet, laissez ce bandeau (vous pouvez alors contacter les auteurs).
- Si vous supprimez le contenu mis en cause (vous pouvez préalablement contacter les auteurs),

argumentez précisément cette suppression dans la page de discussion
(un manque de référence n'est pas un argument ; une recherche réelle de référence doit avoir été effectuée, être formellement documentée).
Selon ses auteurs[Qui ?], le transpersonnel se décline en une expérience, un état et un mouvement.[réf. nécessaire]
- 1. L’expérience transpersonnelle est la possibilité de vivre des états de conscience dépassant le moi, l'espace, le temps, la causalité. Par changement d’identification, le sujet se désindividualise et s’identifie momentanément à d’autres réalités que son ancien moi.

- 2. L’état transpersonnel est atteint lorsqu’une personne dépasse de façon permanente son petit moi individuel, ou ego, pour s’unir à l’Absolu non-personnel (Déité de Maître Eckhart, Soi, atman/Brahman, Bouddhéité, Conscience cosmique...).

- 3. Le mouvement transpersonnel réalise l’étude scientifique des états non-ordinaires de conscience : il continue et renouvelle par là la psychologie des religions et l’étude de la mystique comparée.

## Notions
- Potentiel humain (Human Potential). En 1967, Abraham Maslow a avancé cette notion, dans une conférence intitulée The Farther Reaches of Human Potential, après Gardner Murphy, autre psychologue.
- États modifiés de conscience (Altered States of Consciousness : A.S.C.). Ces E.M.C. sont induits soit par des substances psychédéliques ou des enthéogènes (peyotl, ayahuasca, psilocybine, LSD, kétamine, cannabis...) soit par des techniques psycho-spirituelles (méditation, respiration holotropique, yoga...) ; ils peuvent aussi se produire de façon spontanée. La psychologie transpersonnelle s'intéresse surtout aux niveaux élevés, spirituels, mystiques.
- Expériences transpersonnelles (Transpersonal experiences). Il s'agit de ressentis dépassant la conscience ordinaire : vision archétypale, identification à des animaux ou même à des objets, souvenir de vies antérieures, souvenir de la naissance, précognition, etc.

## Publication
Le Journal of Transpersonal Psychology parait aux États-Unis depuis 1969.
L’International Transpersonal Association a organisé ses Congrès sur tous les continents (Islande, Brésil, Finlande, Australie, Inde, Suisse, Japon...).
Deux congrès se sont tenus en Europe :
- Bruxelles 1984,
- Strasbourg 1990.

## Citations
Premier emploi du mot : Carl Gustav Jung 1917 « überpersönlich ».

« La personne est donc, en définitive, mouvement vers un transpersonnel,
qu’annoncent à la fois l’expérience de la communion et celle de la
valorisation.
Ce mouvement de la personne au transpersonnel est donc un mouvement
combattant... »

Emmanuel Mounier, Le Personnalisme, PUF, 1949, coll. « Que sais-je ? », no 395, p. 89.
« On a récemment introduit en psychologie le terme transpersonnel pour indiquer ce que couramment l’on désigne comme spirituel » (Dr Roberto Assagioli, Psychosynthèse, Épi éditeurs, 1965, p. 48).

## Critiques
La psychologie transpersonnelle a été critiquée au regard de son manque de rigueur scientifique. Dans une revue critique de cette discipline, Paul Cunningham écrit ainsi « des philosophes ont critiqué la psychologie transpersonnelle en raison de sa métaphysique naïve et de son épistémologie embryonnaire. La multiplicité des définitions et le manque de mise en pratique de beaucoup de ces concepts a conduit à une confusion conceptuelle sur la nature même de la psychologie transpersonnelle elle-même (les concepts sont utilisés différemment par ses théoriciens et leurs significations varient de l'un à l'autre). De mêmes, des biologistes ont critiqué la psychologie transpersonnelle au regard du manque d'attention qu'elle porte aux fondements biologiques des comportements et expériences qu'elle induit. »
La psychologie transpersonnelle n'a pas de définition institutionnelle, et un grand nombre de pratiques sans lien entre elles peuvent être proposées sous cette bannière. En conséquence, cet ensemble est régulièrement pointé du doigt par la commission de l'Assemblée Nationale sur les dérives sectaires (MIVILUDES), avec d'autres méthodes pseudo-thérapeutiques considérés comme issues du courant New Age.
La psychologie transpersonnelle n'est encadrée par aucune autorité en France ou à l'échelle européenne, si bien que n'importe qui peut se présenter comme « thérapeute », sans formation validée officiellement. Certains instituts privés proposent des formations, dont le diplôme n'a pas de reconnaissance institutionnelle.